# Маріо Ніколіні
Маріо Ніколіні (італ. Mario Nicolini; нар. 25 червня 1912, Сассуоло — помер 3 березня 1996, Піза)  — італійський футболіст, нападник, фланговий півзахисник. Олімпійський чемпіон 1936 року.
Насамперед відомий виступами за клуби «Модена», «Катанія» та «Ліворно».

## Клубна кар'єра
У дорослому футболі дебютував 1929 року виступами за команду клубу «Модена», в якій провів три сезони, взявши участь у 21 матчі чемпіонату.
Своєю грою за цю команду привернув увагу представників тренерського штабу клубу «Катанія», до складу якого приєднався 1933 року. Відіграв за сицилійський клуб наступні два сезони своєї ігрової кар'єри. У складі «Катанії» був одним з головних бомбардирів команди, маючи середню результативність на рівні 0,34 голу за гру першості.
1935 року приєднався до «Ліворно», у складі якого провів наступні два роки своєї кар'єри гравця.
Протягом 1937—1940 років захищав кольори команди клубу «Піза».
Завершив професійну ігрову кар'єру у нижчоліговому клубі «Понтедера», за команду якого виступав протягом 1940—1941 років.

## Виступи за збірну
1936 року був включений до складу національної збірної Італії для участі в літніх Олімпійських іграх 1936 року, на яких італійські футболісти вибороли золоті нагороди. Проте в рамках матчів олімпійського турніру на поле жодного разу не вийшов, в подальшому до лав національної команди не залучався.